# Hrvatski Nogometni Klub Rijeka 2020-2021
Questa voce raccoglie le informazioni riguardanti la Hrvatski Nogometni Klub Rijeka nelle competizioni ufficiali della stagione 2020-2021.

## Stagione
In 1.HNL il Rijeka non riuscì a lottare per il titolo chiudendo al terzo posto con 61 punti in classifica, ampiamente distaccata sia dall'Osijek secondo con 77 punti sia dalla Dinamo Zagabria riconfermatasi campione per l'ennesima volta con 85 punti. Il piazzamento le valse la qualificazione alla UEFA Conference League. In Coppa di Croazia il club fu eliminato in semifinale dall'Istra 1961. In Europa League la compagine riuscì a qualificarsi alla fase a gironi dove si scontrò con Napoli, Real Sociedad e AZ Alkmaar venendo eliminata.

## Rosa
| N. |                                 | Ruolo | Calciatore        |
| -- | ------------------------------- | ----- | ----------------- |
| 1  | Nigeria (bandiera)              | P     | David Nwolokor    |
| 2  | Croazia (bandiera)              | D     | Filip Braut       |
| 3  | Croazia (bandiera)              | D     | Niko Galešić      |
| 4  | Croazia (bandiera)              | D     | Nino Galović      |
| 6  | Croazia (bandiera)              | C     | Ivan Lepinjica    |
| 7  | Croazia (bandiera)              | C     | Robert Murić      |
| 8  | Croazia (bandiera)              | C     | Adrian Liber      |
| 10 | Croazia (bandiera)              | C     | Domagoj Pavičić   |
| 11 | Rep. Centrafricana (bandiera)   | A     | Sterling Yatéké   |
| 12 | Montenegro (bandiera)           | D     | Andrija Vukčević  |
| 14 | Macedonia del Nord (bandiera)   | D     | Darko Velkoski    |
| 16 | Slovenia (bandiera)             | C     | Adam Gnezda Čerin |
| 17 | Bosnia ed Erzegovina (bandiera) | A     | Luka Menalo       |

| N. |                                 | Ruolo | Calciatore          |
| -- | ------------------------------- | ----- | ------------------- |
| 18 | Svizzera (bandiera)             | A     | Josip Drmić         |
| 19 | Croazia (bandiera)              | C     | Franko Andrijašević |
| 20 | Croazia (bandiera)              | C     | Robert Mudražija    |
| 22 | Croazia (bandiera)              | D     | Roko Jurišić        |
| 24 | Croazia (bandiera)              | D     | Daniel Štefulj      |
| 26 | Portogallo (bandiera)           | D     | João Escoval        |
| 27 | Croazia (bandiera)              | D     | Ivan Tomečak        |
| 31 | Croazia (bandiera)              | C     | Luka Capan          |
| 32 | Croazia (bandiera)              | P     | Andrej Prskalo      |
| 33 | Croazia (bandiera)              | P     | Ivan Nevistić       |
| 36 | Croazia (bandiera)              | D     | Hrvoje Smolčić      |
| 44 | Bosnia ed Erzegovina (bandiera) | C     | Stjepan Lončar      |
| 99 | Croazia (bandiera)              | A     | Sandro Kulenović    |

## Risultati

### HT Prva liga
| Arbitro: | Damir Batinić (Osijek) |

|                      |           |          |
| Yatéké 84’ Murić 90’ | Marcatori | 9’ Bulat |

| Arbitro: | Duje Strukan (Spalato) |

|               |           |  |
| Halilović 53’ | Marcatori |  |

| Arbitro: | Fran Jović (Zagabria) |

|                              |           |            |
| Andrijašević 13’, 69’ (rig.) | Marcatori | 70’ Guzina |

| Arbitro: | Marko Matoc (Zaprešić) |

|                                  |           |  |
| Jugović 5’ Bočkaj 38’ Miérez 75’ | Marcatori |  |

| Arbitro: | Dario Bel (Osijek) |

|  |           |              |
|  | Marcatori | 90+4’ Caktaš |

| Arbitro: | Duje Strukan (Spalato) |

|  |           |                             |
|  | Marcatori | 66’ Lončar 71’ Andrijašević |

| Arbitro: | Ivan Vučković (Zagabria) |

|                                         |           |  |
| Andrijašević 69’ Kulenović 90+2’ (rig.) | Marcatori |  |

| Arbitro: | Igor Pajač (Sveti Ivan Zelina) |

|                                  |           |             |
| Stolnik 20’ (aut.) Kulenović 36’ | Marcatori | 17’ Obregón |

| Velika Gorica 17 febbraio 2021, ore 17:00 CET (UTC+1) 9ª giornata | HNK Gorica                     | 0 – 0 referto | Rijeka | Radnik (0 spett.)\| Arbitro: \| Tihomir Pejin (Donji Miholjac) \| |
| Arbitro:                                                          | Tihomir Pejin (Donji Miholjac) |               |        |                                                                   |

| Arbitro: | Fran Jović (Zagabria) |

|                      |           |  |
| Bulat 12’ Sahiti 74’ | Marcatori |  |

| Arbitro: | Zdenko Lovrić |

|                  |           |  |
| Murić 17’ (rig.) | Marcatori |  |

| Arbitro: | Ivan Vučković (Zagabria) |

|               |           |                              |
| Špoljarić 38’ | Marcatori | 29’, 65’ (rig.) Andrijašević |

| Arbitro: | Fran Jović (Zagabria) |

|                  |           |            |
| Andrijašević 64’ | Marcatori | 83’ Bočkaj |

| Arbitro: | Damir Batinić (Osijek) |

|                   |           |                       |
| Caktaš 10’ (rig.) | Marcatori | 40’ Lončar 70’ Menalo |

| Arbitro: | Mario Zebec (Cestica) |

|                        |           |                           |
| Galović 28’ Menalo 35’ | Marcatori | 1’ Ivanušec 82’ Lauritsen |

| Arbitro: | Tihomir Pejin (Donji Miholjac) |

|             |           |                                  |
| Glavčić 23’ | Marcatori | 69’ Drmić 74’ Menalo 81’ Galović |

| Arbitro: | Ante Čuljak (Zagabria) |

|                      |           |               |
| Urata 3’ Obregón 33’ | Marcatori | 80’ Kulenović |

| Arbitro: | Fran Jović (Zagabria) |

|  |           |                                    |
|  | Marcatori | 27’ (aut.) Andrijašević 44’ Lovrić |

| Arbitro: | Ivan Vučković (Zagabria) |

|                                        |           |                      |
| Pavičić 35’ Andrijašević 90+10’ (rig.) | Marcatori | 27’ Sahiti 32’ Jurić |

| Arbitro: | Damir Batinić (Osijek) |

|                                |           |                                                |
| Kallaku 11’ Pivarić 56’ (rig.) | Marcatori | 71’ (rig.), 90+1’ (rig.) Murić 90+3’ Kulenović |

| Arbitro: | Dario Kulušić (Sebenico) |

|          |           |          |
| Murić 8’ | Marcatori | 6’ Gržan |

| Arbitro: | Duje Strukan (Spalato) |

|                 |           |  |
| Miérez 25’, 69’ | Marcatori |  |

| Arbitro: | Damir Batinić (Osijek) |

|  |           |           |
|  | Marcatori | 72’ Nayir |

| Arbitro: | Duje Strukan (Spalato) |

|                        |           |  |
| Ivanušec 27’ Oršić 65’ | Marcatori |  |

| Arbitro: | Tihomir Pejin (Donji Miholjac) |

|                  |           |                 |
| Andrijašević 52’ | Marcatori | 76’ van Bruggen |

| Arbitro: | Igor Pajač (Sveti Ivan Zelina) |

|                  |           |  |
| Galović 22’, 35’ | Marcatori |  |

| Arbitro: | Duje Strukan (Spalato) |

|                                               |           |                                                       |
| Mitrović 73’ Mudrinski 83’ Galović 85’ (aut.) | Marcatori | 10’ Andrijašević 13’ Drmić 50’ Murić 64’ Gnezda Čerin |

| Arbitro: | Tihomir Pejin (Donji Miholjac) |

|  |           |           |
|  | Marcatori | 72’ Drmić |

| Arbitro: | Duje Strukan (Spalato) |

|                              |           |  |
| Murić 10’ Kulenović 12’, 31’ | Marcatori |  |

| Arbitro: | Dario Bel (Osijek) |

|             |           |                         |
| Galilea 44’ | Marcatori | 20’ Murić 36’ Kulenović |

| Fiume 25 aprile 2021, ore 17:00 CEST (UTC+2) 31ª giornata | Rijeka                | 0 – 0 referto | Osijek | Rujevica (0 spett.)\| Arbitro: \| Fran Jović (Zagabria) \| |
| Arbitro:                                                  | Fran Jović (Zagabria) |               |        |                                                            |

| Arbitro: | Marko Matoc (Zaprešić) |

|                                            |           |                            |
| Biuk 14’ Štefulj 45’ (aut.) Kačaniklić 47’ | Marcatori | 31’ Drmić 65’ Andrijašević |

| Arbitro: | Duje Strukan (Spalato) |

|           |           |                                                                             |
| Menalo 1’ | Marcatori | 43’ (aut.) Galović 48’ Mišić 49’ (aut.) Capan 64’ Oršić 88’ (aut.) Vukčević |

| Arbitro: | Fran Jović (Zagabria) |

|  |           |                                   |
|  | Marcatori | 40’ Andrijašević 69’ (rig.) Drmić |

| Arbitro: | Igor Pajač (Sveti Ivan Zelina) |

|                           |           |                                |
| Obregón 34’ Novoselec 84’ | Marcatori | 62’ Menalo 67’ Capan 79’ Drmić |

| Arbitro: | Dario Bel (Osijek) |

|                             |           |           |
| Andrijašević 10’ Menalo 79’ | Marcatori | 19’ Babec |

Fonte: Federazione Calcistica Croata

### Coppa di Croazia
| Arbitro: | Ivan Matić |

|  |           |                                                                |
|  | Marcatori | 30’ Turčin 33’, 55’ Menalo 37’ Pavičić 68’ Hodža 77’ Ilinković |

| Arbitro: | Zdenko Lovrić (Đakovo) |

|             |           |                          |
| Posavec 39’ | Marcatori | 78’ Galović 90+2’ Menalo |

| Arbitro: | Mario Zebec (Cestica) |

|            |           |                      |
| Škorić 14’ | Marcatori | 7’, 71’ (rig.) Murić |

| Arbitro: | Duje Strukan (Spalato) |

|                               |           |                            |
| Šutalo 7’ Hara 22’ Guzina 44’ | Marcatori | 52’ Drmić 72’ (rig.) Murić |

Fonte: Federazione calcistica croata

### UEFA Europa League
| Arbitro: | Tiago Martins |

|                                |           |  |
| Escoval 102’ Andrijašević 115’ | Marcatori |  |

| Arbitro: | Chris Kavanagh |

|  |           |                     |
|  | Marcatori | 20’ (aut.) Ankersen |

| Arbitro: | Bartosz Frankowski |

|  |           |                |
|  | Marcatori | 90+3’ Bautista |

| Arbitro: | Sergej Ivanov |

|                                                         |           |               |
| Koopmeiners 6’ (rig.) Guðmundsson 20’, 60’ Karlsson 51’ | Marcatori | 72’ Kulenović |

| Arbitro: | Mattias Gestranius |

|           |           |                            |
| Murić 13’ | Marcatori | 43’ Demme 62’ (aut.) Braut |

| Arbitro: | Halis Özkahya |

|                                 |           |  |
| Anastasio 41’ (aut.) Lozano 75’ | Marcatori |  |

| Arbitro: | João Pinheiro |

|                          |           |                          |
| Bautista 69’ Monreal 79’ | Marcatori | 37’ Velkovski 73’ Lončar |

| Arbitro: | Sergei Karasev |

|                          |           |             |
| Menalo 52’ Tomečak 90+3’ | Marcatori | 57’ Wijndal |

Fonte: uefa.com